# Frits Celis

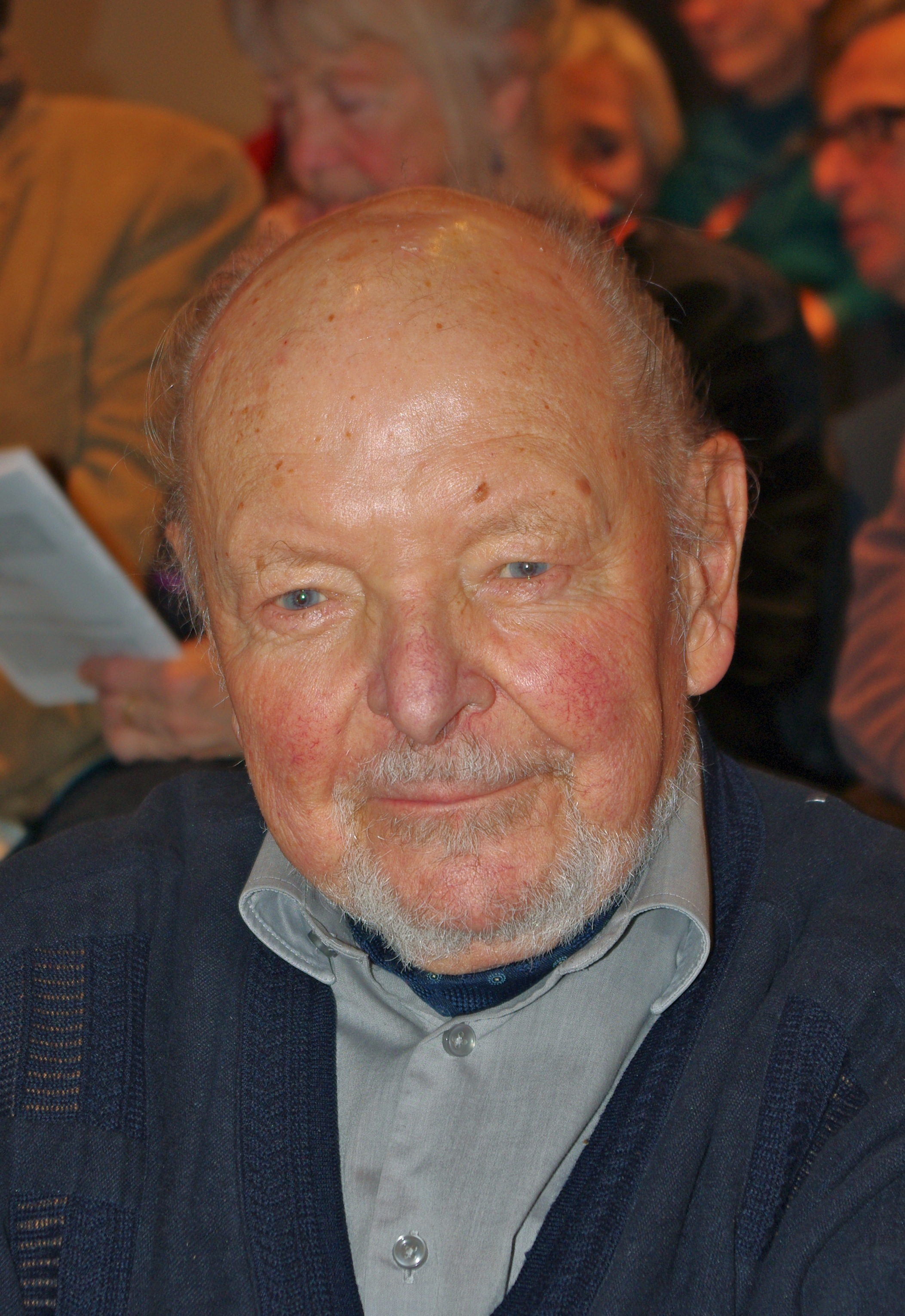
Frits Celis

Frits Celis (Antwerpen, 11 april 1929) is een Vlaamse musicus, harpist, dirigent en componist.

## Levensloop
Celis studeerde aan de Koninklijke Muziekconservatoria in Antwerpen en Brussel, de Universität für Musik und Darstellende Kunst "Mozarteum" Salzburg te Salzburg en de Hochschule für Musik in Keulen.
Celis begon als harpist en werd daarna dirigent en muziekdirecteur aan de Koninklijke Muntschouwburg, de Koninklijke Vlaamse Opera en de Opera voor Vlaanderen. Hij was gastdirigent in Nederland, Frankrijk, Spanje, Duitsland en de Verenigde Staten.
Later legde hij zich hoofdzakelijk op compositie toe. Zijn stijl evolueerde via expressionisme en serialisme naar een vrij-atonale schriftuur met onmiskenbare voorkeur voor het lyrische aspect van de muziektaal.

## Componist
Na te zijn begonnen met componeren in een klassieke normale toon, evolueerde hij naar een expressionistische en zelfs seriële schrijfwijze en een atonale ongebondenheid.
Zijn oeuvre behelst een 80-tal nummers. 
- Vocale muziek:
  - Preludio e Narrazione voor sopraan en symfonisch orkest, 1983
  - Three Shakespeare poems, voor koor,
  - Melope voor mezzo sopraan en strijkkwartet of fluit, 1994
- Orkestwerken:
  - Muziek voor strijkers, 1945-1950.
  - Elegie voor symfonisch orkest, 1966.
  - Varazioni, voor kamerorkest, 1974.
  - Cantilena voor symfonisch orkest, 1980.
  - Symfonia, voor slagwerk en symfonisch orkest, 1983.
  - Synfonia, 1989-1990.
- Kamermuziek:
  - Quartetto, voor fluit, 1987.
- Quartetto d'Archivoor strijkkwartet, 1995.
  - Quintetto, voor hobo en strijkkwartet, 1996.
  - Kareol voor Engelse hoorn en piano, 1997.
  - Elegie pour un faon, voor altfluit en strijkkwartet, 2001.